# Devon Allman

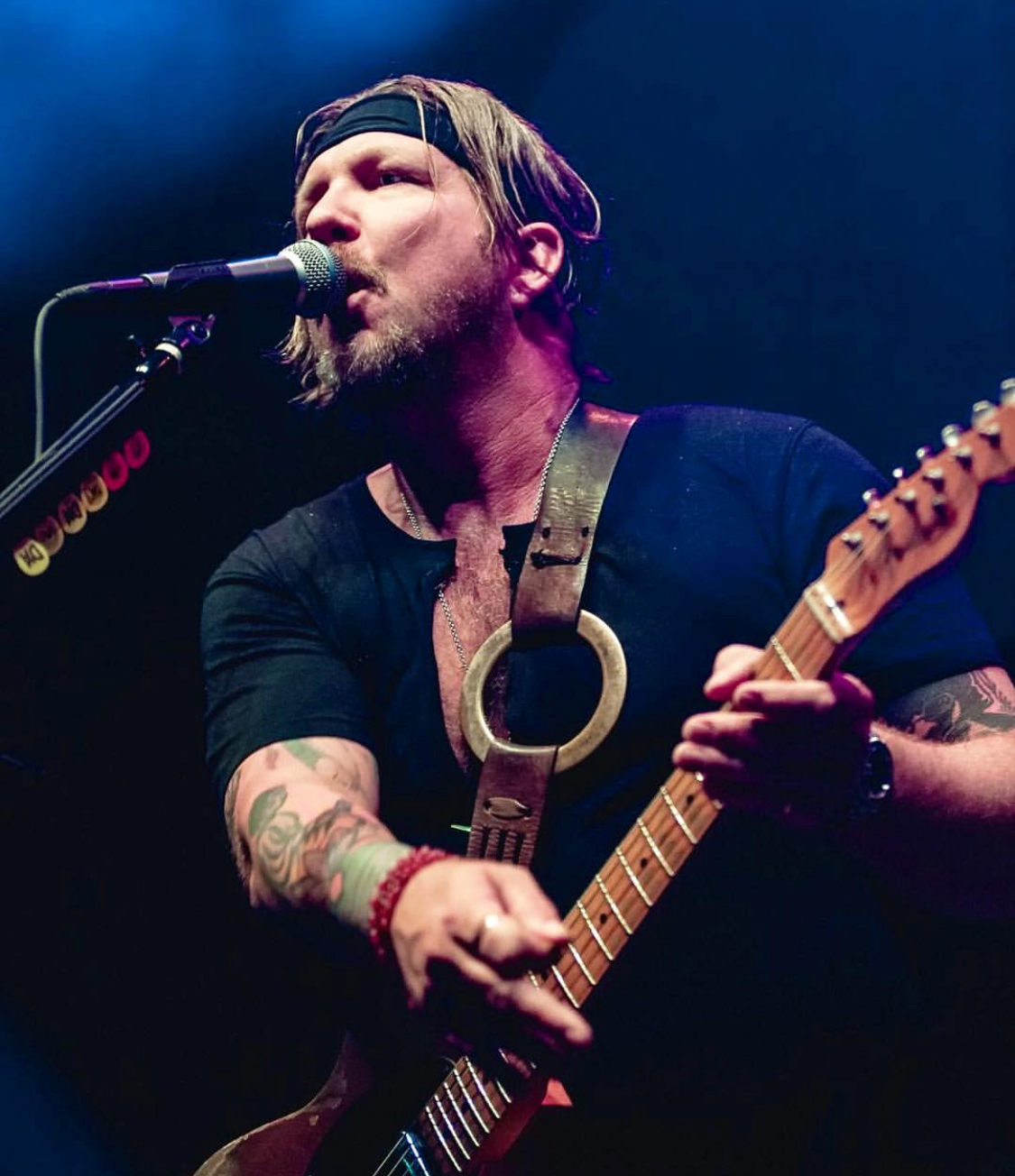
Devon Allman (2018)

Devon Allman (* 10. August 1972 in Corpus Christi, Texas, USA) ist ein US-amerikanischer Bluesrock-Gitarrist, Sänger, Songwriter und Musikproduzent.

## Biografie
Devon Allman, geboren 1971 in Corpus Christi (Texas), ist der erste Sohn von Gregg Allman, vor allem bekannt als Mitglied der Allman Brothers Band, und dessen erster Frau Shelley Kay Jefts. Die kurze Ehe der Eltern wurde geschieden, als Devon noch ein Baby war. Allman hat mehrere Halbgeschwister, u. a. aus der dritten Ehe seines Vaters mit der Sängerin und Schauspielerin Cher den 1976 geborenen Elijah Blue Allman. Devon lernte seinen Vater erst im Teenageralter kennen, aber sie verstanden sich sofort gut. Devon trat gelegentlich als Gastmusiker der Allman Brothers Band seines Vaters auf.
Aufgewachsen bei seiner Mutter in Corpus Christi, in Tennessee und in St. Louis (Missouri), begann Devon als Teenager, Musik zu machen. In den 1990er Jahren trat er mehrere Jahre lang in der Blues- und Rockmusikszene von St. Louis auf und leitete gleichzeitig einen Gitarren-Laden in einem Vorort, wo er seinen zukünftigen Bandkollegen Mike Zito kennenlernte.
Nachdem er in St. Louis zunächst eine Band namens The Dark Horses hatte, gründete Devon Allman 1999 die Band Honeytribe. Sie lösten sich 2001 auf, kamen aber 2005 wieder zusammen. Sie veröffentlichen zwei Alben, Touch (2006) und Space Age Blues (2010), und tourten in Nordamerika und Europa.
2011 wurde Allman von Mike Zito eingeladen, am Supergroup-Projekt Royal Southern Brotherhood teilzunehmen. Bis zu seinem Weggang 2014 brachte die Gruppe zwei Studioalben, Royal Southern Brotherhood (2012) und heartsoulblood (2014), und eine Live-Album, Songs from the Road (Live in Germany) (2013), heraus. Alle drei Alben wurden jeweils für einen Blues Music Award nominiert, den das Live-Album auch gewann.
2018 gründeten Allman und Duane Betts, Sohn von Dickey Betts, der bei der Allman Brothers Band Gitarre gespielt hatte, die Allman Betts Band. Mit dabei war auch Berry Duane Oakley, Sohn von Berry Oakley, Bassist der Allman Brothers Band. Sie veröffentlichten zwei Alben, Down to the River (2019) und Bless Your Heart (2020). Nach einer Pause 2022 traten sie ab 2023 wieder auf.
Neben seiner Bandarbeit nahm Devon Allman auch mehrere Soloalben auf und spielte und sang bei anderen Projekten.

## Diskografie

### Solo
- 2013: Turquoise[1]
- 2014: Ragged & Dirty (Ruf Records)[1]
- 2016: Ride or Die[1]
- 2024: Miami Moon[6]

### Ocean Six
- 2003: Somewhere Between Day and Night – Gitarre und Gesang[2]

### Honeytribe
- 2006: Torch
- 2010: Space Age Blues

### Royal Southern Brotherhood
- 2012: Royal Southern Brotherhood
- 2013: Songs from the Road (Live in Germany)
- 2014_ Heartsoulblood

### Allman Betts Band
- 2019: Down to the River
- 2020: Bless Your Heart